# Grupo de Seguimiento de Túnez
El Grupo de Seguimiento de Túnez (IFEX-TMG) es una coalición de 21 organizaciones de libertad de expresión que pertenece al Intercambio Internacional por la Libertad de Expresión (IFEX), una red global de organizaciones no gubernamentales que promueven y defienden el derecho a la libertad de expresión y a la libertad de prensa.
El IFEX-TMG supervisa las violaciones a la libertad de expresión en Túnez y trabaja para crear conciencia internacional acerca de la censura en el país. En el periodo previo a, y durante, la Cumbre Mundial sobre la Sociedad de la Información (WSIS) en noviembre de 2005, el IFEX-TMG llamó la atención a la falta de respeto de Túnez a las normas internacionales de derechos humanos como anfitrión de la cumbre.
En los años previos, durante y los meses inmediatos después a la Primavera Árabe, el presidente, vocero y jefe de recaudación de fondos del IFEX-TMG fue Rohan Jayasekera, entonces Editor Asociado de Index on Censorship. Fue sucedido en 2012 por Virginie Jouan de la Asociación Mundial de Periódicos, quien permaneció en el puesto hasta que IFEX terminó con el grupo a finales de 2012.

## Misión de IFEX-TMG a Túnez en abril de 2011
Una misión llevada a cabo en abril de 2011, después de la revolución, tuvo lugar en un contexto completamente diferente. En un claro contraste a misiones previas, la delegación de siete grupos miembros del IFEX-TMG fue capaz de encontrarse y platicar abiertamente con grupos de sociedad civil, activistas de derechos humanos, periodistas, blogueros y representantes del entorno político. El trabajo del IFEX-TMG en el aumento constante de libertad de expresión, tanto dentro Túnez y en el escenario internacional durante los años más oscuros del país fue ampliamente elogiado, mientras que las opiniones sobre cómo se está desarrollando el proceso de transición se dan libremente. Un informe completo se emitió el 1 de junio de 2011.

## Misiones de investigación previas a Túnez

### Abril y mayo de 2010
"Túnez necesita un poder judicial verdaderamente independiente para revertir su historial de agravamiento en los derechos humanos y el trato de prisioneros de opinión." Esta es la conclusión clave de la misión más reciente del IFEX-TMG a Túnez en abril y mayo de 2010.
Se basa en la investigación y entrevistas durante la séptima misión del IFEX-TMG a Túnez, realizada entre el 25 de abril y el 6 de mayo de 2010. El IFEX-TMG descubrió que se había producido un deterioro significativo de los derechos humanos en Túnez desde última misión del IFEX-TMG en 2007.
El reporte registra una cantidad de casos recurrentes de acoso, vigilancia y encarcelamiento de periodistas y activistas de los derechos humanos, algunos de los cuales han sido detenidos en condiciones crueles, abusados físicamente y han perdido sus empleos. A otros se les han negado sus derechos de comunicarse y moverse libremente. El reporte culmina con 18 recomendaciones específicas para el cambio.
Un popurrí de sanciones administrativas, utilizado para limitar la libertad de expresión y ejercer presión indirecta en periodistas y defensores de los derechos humanos, también es abordado. Esto incluye negar licencias a medios independientes y de oposición, acosar a periodistas críticos y defensores de los derechos humanos, y confiscación de publicaciones.
Otro capítulo analiza las tácticas que las autoridades tunecinas han empleado en un intento de prevenir el surgimiento de un poder judicial independiente, a pesar de sus obligaciones nacionales e internacionales.  

### Enero de 2005
Del 14 al 19 de enero de 2005, seis miembros del IFEX-TMG llevaron a cabo una misión de investigación en Túnez, donde se reunieron con escritores, publicadores, editores, periodistas, defensores de los derechos humanos y académicos, así como con oficiales gubernamentales y organizaciones patrocinadas por el gobierno.
El informe resultante, Túnez: Libertad de Expresión Bajo Asedio, documentó la censura extensa en el país, incluyendo:
- Encarcelamiento de individuos relacionados con la expresión de opiniones y actividades del medio.
- Bloqueo de sitios web, incluyendo sitios noticiosos e informativos, y vigilancia policiaca de correos electrónicos y cibercafés.
- Bloqueo de la distribución de libros y publicaciones.
- Restricciones en la libertad de asociación, incluyendo el derecho de las organizaciones a establecerse legalmente y realizar reuniones.
- Restricciones en la libertad de movilización de los defensores de derechos humanos y disidentes políticos, vigilancia policiaca, acoso, intimidación e intervención de comunicaciones.
- Falta de pluralidad en propiedad de radiodifusión, con sólo una radio privada y un locutor privado de TV, ambos partidarios leales del Presidente Zine El Abidine Ben Ali.
- Censura de prensa y falta de diversidad en el contenido de los periódicos.
- Uso de tortura por los servicios de seguridad con impunidad.

### Septiembre de 2005
En septiembre de 2005, los miembros del IFEX-TMG regresaron a Túnez para evaluar si las condiciones de la libre expresión habían mejorado desde el primer informe. SIt encontró la censura sistemática de periódicos y libros; el bloqueo de sitios de Internet; la vigilancia sistemática de los correos electrónicos y teléfonos; la negación del derecho a la acreditación legal de las asociaciones independientes de la sociedad civil; y amenazas en contra el derecho de reunión.

### Abril de 2006
Las violaciones a la libre expresión continuaron presentes seis meses después de que el gobierno atrajo controversia por amordazar a los activistas de la sociedad civil durante la Cumbre Mundial sobre la Sociedad de la Información el pasado noviembre, de acuerdo a un nuevo informe por el Grupo de Seguimiento Túnez IFEX, el cual llevó a cabo una misión en abril de 2006.

### Abril de 2007
Después de una misión a Túnez en febrero y marzo de 2007, el IFEX-TMG lanzó su cuarto informe – Libertad de Expresión en Túnez: El Asedio se Mantiene – en El Cairo, Washington, París y Ginebra. El informe, disponible en inglés, francés y árabe, afirma: "una falta de cambio positivo nos ha llevado a concluir que el gobierno tunecino ha tratado de reprimir aún más a los disidentes, desde el informe TMG previo en mayo de 2006."

## Recomendaciones para el gobierno tunecino
El Grupo de Seguimiento de Túnez IFEX cree que Túnez debe cumplir con sus obligaciones internacionales como país signatario de tratados de derechos humanos, tales como el Pacto Internacional de Derechos Civiles y Políticos, como el anfitrión para la Cumbre Mundial sobre la Sociedad de la Información en Túnez en noviembre de 2005.
Las siguientes 18 recomendaciones están basadas en las declaraciones hechas por una gran variedad de representantes de la sociedad civil, los cuales se reunieron con los miembros de la misión IFEX-TMG en abril y mayo de 2010, y la exhaustiva evaluación del IFEX-TMG en cuanto a la situación en Túnez. 
El IFEX-TMG insta encarecidamente al gobierno tunecino a:
- Retirar todos los cargos contra el periodista Fahem Boukadous, sentenciado a cuatro años de prisión en enero de 2010 por su presunta participación en protestas sociales, las cuales sólo estaba cubriendo, y cuya audiencia de apelación sería escuchada el 22 de junio de 2010.
- Liberar a todos los prisioneros de opinión detenidos por expresar públicamente sus creencias políticas, religiosas o de otro tipo y que no hayan utilizado violencia, promovido la violencia o el odio.
- Terminar la persecución de ex-prisioneros políticos y sus familias y levantar las restricciones sobre su derecho a ganarse la vida y otros derechos básicos.
- Terminar la práctica de persecución y encarcelamiento de periodistas, abogados, activistas y otros cuya voz expresa disidencia sobre delitos de derecho común o bajo la legislación antiterrorista; cesar otras formas de acoso, incluyendo el monitoreo de teléfonos y correos electrónicos, y bloqueo del acceso a Internet.
- Derogar todas las disposiciones en el Código Penal, Código de Prensa y otras leyes relevantes que condenan el ejercicio pacífico de derechos de libertad de expresión, asociación y reunión; esto debe incluir la despenalización de la difamación.
- Evaluar la legislación antiterrorista de 2003 con las recomendaciones hechas en enero de 2010 por el Ponente Especial de las Naciones Unidas en la promoción y protección de derechos humanos y libertades fundamentales mientras se lucha contra el terrorismo.
- Asegurar que las condiciones en prisiones y el trato a prisioneros cumpla con los estándares especificados por la ley internacional, como las Reglas Mínimas de las Naciones Unidas para el Trato de Prisioneros y la Convención Contra la Tortura, de la cual es parte Túnez, y que cualquier denuncia de maltrato o tortura sea propiamente investigada y aquellos responsables por el abuso comparezcan ante la justicia. A las organizaciones internacionales independientes y de Túnez se les debe permitir la visita a prisiones y hacer públicos sus descubrimientos.
- Conceder registro legal a organizaciones no gubernamentales de Túnez que trabajan con actuales y ex-prisioneros políticos, a otras ONGs de derechos humanos y permitirles llevar a cabo su trabajo legítimo sin impedimentos.
- Dejar de bloquear blogs, sitios web y grupos de Facebook que contengan noticias y opiniones alternativas o sean operados por grupos de derechos humanos y partidos políticos.
- Asegurar que la publicidad pública y los subsidios estatales manejados por la Agencia de Comunicación Externa sean distribuidos completamente entre los medios de comunicación, independientemente de su línea editorial.
- Abstenerse de influir en las decisiones sobre el nombramiento de redactores jefe de periódicos y de ejercer presión en empresarios, incluyendo a medios de comunicación para despedir, no contratar en primer lugar u hostigar a periodistas críticos y activistas.
- Permitir a todos los periodistas y activistas – independientemente de sus puntos de vista – acceder a la información, incluyendo conferencias de prensa celebradas por políticos de oposición y visitas de dignatarios extranjeros.
- Dejar de utilizar tácticas oblicuas para estrangular a los periódicos críticos, prohibir temas, y presionar a los dueños de quioscos a no vender y a los ciudadanos a no comprar dichos periódicos , y levantar todo impedimento de comenzar periódicos, radiodifusoras y asociaciones completamente independientes.
- Entregar los recibos de las solicitudes presentadas para las licencias de radio.
- Dejar de acosar a periodistas y activistas críticos cuando viajan al extranjero o de regreso; abstenerse de búsquedas innecesarias, así como la confiscación de libros de pasaporte e identificaciones, para evitar que viajen al extranjero.
- Abstenerse de toda intervención injustificada en la elección del Consejo Superior de Magistrados y poner en marcha un modelo de elección efectivo, transparente y justo en la mayoría de los jueces, por los mismos jueces.
- Otorgar al Consejo los medios y garantías para manejar efectivamente la carrera de jueces (reclutamiento, promoción, reubicación y disciplina) y modificar particularmente las leyes 67-29 del 14 de julio de 1967 para incluir una regla que prohíba la reubicación de jueces sin su consentimiento y sin considerar su situación familiar.

El IFEX-TMG recomienda a los profesionales de los medios, medios de comunicación de propiedad estatal, así como a medios privados que son cercanos al gobierno a:  
- Asegurar que cualquier crítica – especialmente de periodistas independientes y defensores –  caiga dentro de los parámetros de un código editorial voluntario de la ética y no cruzar la línea para deliberar difamación.

## Miembros
- Red Árabe para la Información de Derechos Humanos, (ANHRI) Egipto
- ARTÍCULO 19, Campaña Global por la Libre Expresión
- Centro de Bahrain por los Derechos Humanos, Bahrain
- Instituto de El Cairo para Estudios de Derechos Humanos, Egipto
- Periodistas Canadienses por la Libre Expresión(CJFE)
- Red Internacional de Derechos Caricaturistas (CRNI), EUA
- Organización Egipcia por los Derechos Humanos (EOHR), Egipto
- Freedom House, EUA
- Index on Censorship, UK (Presidencia)
- Federación Internacional de Periodistas (IFJ), Bélgica
- IFLA (IFLA)
- Instituto Internacional de Prensa (IPI), Austria
- Unión Internacional de Editores (IPA), Suiza
- PEN Club Internacional, UK
- Periodista en Peligro (JED), DRC
- Fundación Maharat, Líbano
- Instituto de Medios de África del Sur (MISA), Namibia
- PEN Noruego, Noruega
- Asociación Mundial de Radios Comunitarias (AMARC)
- Asociación Mundial de Periódicos y Editores de Noticias (WAN), Francia
- Comité Mundial de Libertad de Prensa (WPFC), EUA